# Stazione di Carini Torre Ciachea
La stazione di Carini Torre Ciachea è una fermata ferroviaria posta sulla linea Palermo-Trapani, a servizio dell'omonima località del comune di Carini.

## Storia
La fermata di Carini Torre Ciachea venne attivata il 2 luglio 2002, nell'ambito del potenziamento del servizio ferroviario metropolitano di Palermo; tuttavia venne servita solo da pochi treni a cadenza oraria.
Negli anni 2010 la fermata è stata coinvolta dai lavori di ammodernamento del passante ferroviario di Palermo e la nuova fermata è stata riaperta al pubblico il 7 ottobre 2018, divenendo fermata regolare per metà dei treni percorrenti la tratta.